# 菱刈郡
菱刈郡（日语：／ Hishikari gun */?）是過去位于日本鹿兒島縣的一個郡，令制國時代先是大隅國的郡；已於1896年3月29日與北伊佐郡合併為伊佐郡。
合併前的轄區包括：
- 菱刈村（現已併入大口市）
- 東太良村（現已併入大口市）
- 西太良村（現已併入大口市）

## 歷史
- 1989年4月1日：實施町村制，下轄菱刈村和太良村。
- 1891年8月：太良村被分為東太良村和西太良村。
- 1896年3月29日：與北伊佐郡合併為伊佐郡。